# Riduzione del rumore
La riduzione del rumore è il processo di rimozione del rumore da un segnale.
Tutti i dispositivi di registrazione, sia analogici che digitali, hanno suscettibilità al rumore.
Il rumore può essere casuale, può essere rumore bianco con nessuna coerenza, o rumore coerente introdotto dal meccanismo del dispositivo di elaborare l'algoritmo.
Nei dispositivi di registrazione elettronica, la maggior forma di rumore è il sibilo causato dagli elettroni casuali che, fortemente influenzati dal calore, deviano dal loro percorso designato. Tale fenomeno è detto deriva termica.
Questi elettroni causano una variazione della tensione del segnale d'uscita e creando un rumore rilevabile.
Nel caso di pellicole fotografiche e nastri magnetici, il rumore (sia audio che video) è dovuto alla struttura della grana del mezzo.
Nella pellicola fotografica la grandezza della grana determina la sensibilità della pellicola, più è sensibile più è grande la grana. Nei nastri magnetici le grane più grandi delle particelle magnetiche (di solito ossido di ferro o magnetite) più è incline al rumore.